# Aron Baynes
Pour les articles homonymes, voir Baynes (homonymie).
Aron Baynes, né le 9 décembre 1986 à Gisborne en Nouvelle-Zélande, est un joueur australien de basket-ball évoluant au poste de pivot.

## Biographie

### Carrière universitaire
Baynes est formé à l'Australian Institute of Sport avant de rejoindre le championnat universitaire américain et l'équipe des Cougars de Washington State de 2005 à 2009.

### Carrière professionnelle

#### Lietuvos Rytas (2009-2010)
Non drafté en 2009, il rejoint les Lakers de Los Angeles pour participer à la Summer League.
À l'automne 2009, il signe son premier contrat professionnel avec le Lietuvos Rytas.

#### EWE Baskets Oldenburg (2010-2011)
En juillet 2010, il signe un contrat de deux ans avec l'EWE Baskets Oldenburg en Allemagne. En 40 matches, il a des moyennes de 6,8 points et 3,7 rebonds par match. En juin 2011, il quitte Oldenburg.

#### Ikaros Kallitheas (2011-2012)
En août 2011, il signe avec le club d'Ikaros Kallitheas en Grèce pour la saison 2011-2012.

#### Union Olimpija (2012-jan. 2013)
Le 1er août 2012, il signe avec l'Union Olimpija en Slovénie. Au début du mois de janvier 2013, il quitte Olimpika pour poursuivre sa carrière en NBA.

#### Spurs de San Antonio (Jan. 2013-2015)
En janvier 2013, il rejoint les Spurs de San Antonio en NBA. lors de son deuxième match en NBA, il marque 7 points, prend 9 rebonds et fait un contre lors de la victoire 102 à 78 contre les Bobcats de Charlotte. Les Spurs l'envoient chez les Toros d'Austin en D-League. Il est titularisé pour la première fois lors du match 4 du premier tour des playoffs 2013 contre les Lakers de Los Angeles, et doit défendre sur Dwight Howard.
Le 1er décembre 2013, il est envoyé chez les Toros d'Austin en D-League. Il est rappelé dans l'effectif des Spurs le lendemain. Le 8 décembre, il est renvoyé chez les Toros puis rappelé le lendemain par les Spurs.

#### Pistons de Détroit (2015-2017)
Le 3 juillet 2015, il signe un contrat avec les Pistons de Détroit pour un montant de 20 000 000 $ sur 3 ans.

#### Celtics de Boston (2017-2019)
Le 19 juillet 2017, il signe un contrat d'un an avec les Celtics de Boston pour un montant de 4 300 000 $.

#### Suns de Phoenix (2019-2020)
Le 21 juin 2019, il est transféré aux Suns de Phoenix.

#### Raptors de Toronto (2020-2021)
Il signe avec les Raptors de Toronto pour un contrat de 14,3 millions de dollars sur deux ans. À l'été 2021, Baynes participe aux Jeux olympiques avec l'équipe d'Australie et se blesse au cou, une blessure avec des lésions nerveuses qui le rend indisponible pour au moins une saison. Il est licencié par les Raptors le 4 août 2021,.

## Palmarès

### NBA
- Champions NBA en 2014 avec les Spurs de San Antonio.
- Champion de la Conférence Ouest en 2013 avec les Spurs de San Antonio.
- Champion de la Division Southwest en 2013 avec les Spurs de San Antonio.

### Sélection nationale
- Médaille de bronze aux Jeux olympiques 2020

## Statistiques
| Champion NBA |

gras = ses meilleures performances

### Universitaires
| Saison    | Équipe           | Matchs | Titul. | Min./m | % Tir | % 3pts | % LF | Rbds/m. | Pass/m. | Int/m. | Ctr/m. | Pts/m. |
| --------- | ---------------- | ------ | ------ | ------ | ----- | ------ | ---- | ------- | ------- | ------ | ------ | ------ |
| 2005-2006 | Washington State | 28     | 12     | 16,5   | 42,9  | 0,0    | 64,1 | 4,21    | 0,11    | 0,18   | 0,46   | 5,18   |
| 2006-2007 | Washington State | 26     | 7      | 16,5   | 49,5  | 0,0    | 64,6 | 3,08    | 0,12    | 0,19   | 0,42   | 5,15   |
| 2007-2008 | Washington State | 35     | 34     | 24,0   | 60,0  | 0,0    | 66,0 | 5,97    | 0,31    | 0,66   | 0,74   | 10,43  |
| 2008-2009 | Washington State | 33     | 33     | 28,8   | 58,0  | 100,0  | 77,4 | 7,48    | 0,61    | 0,27   | 1,30   | 12,73  |
| Carrière  | Carrière         | 122    | 86     | 22,0   | 54,6  | 33,3   | 69,8 | 5,36    | 0,30    | 0,34   | 0,76   | 8,72   |

### Professionnelles

#### Saison régulière
| Saison    | Équipe      | Matchs | Titul. | Min./m | % Tir | % 3pts | % LF | Rbds/m. | Pass/m. | Int/m. | Ctr/m. | Pts/m. |
| --------- | ----------- | ------ | ------ | ------ | ----- | ------ | ---- | ------- | ------- | ------ | ------ | ------ |
| 2012-2013 | San Antonio | 16     | 0      | 8,8    | 50,0  | 0,0    | 58,3 | 2,00    | 0,31    | 0,06   | 0,38   | 2,69   |
| 2013-2014 | San Antonio | 53     | 4      | 9,3    | 43,6  | 0,0    | 90,5 | 2,74    | 0,64    | 0,04   | 0,09   | 3,04   |
| 2014-2015 | San Antonio | 70     | 17     | 16,0   | 56,6  | 25,0   | 86,5 | 4,54    | 0,50    | 0,23   | 0,31   | 6,59   |
| 2015-2016 | Détroit     | 81     | 1      | 15,2   | 50,5  | 0,0    | 76,4 | 4,74    | 0,63    | 0,26   | 0,64   | 6,35   |
| 2016-2017 | Détroit     | 75     | 2      | 15,5   | 51,3  | 0,0    | 84,0 | 4,44    | 0,43    | 0,23   | 0,52   | 4,87   |
| 2017-2018 | Boston      | 81     | 67     | 18,3   | 47,1  | 14,3   | 75,6 | 5,36    | 1,15    | 0,27   | 0,63   | 5,95   |
| 2018-2019 | Boston      | 51     | 18     | 16,1   | 47,1  | 34,4   | 85,5 | 4,71    | 1,12    | 0,24   | 0,67   | 5,57   |
| 2019-2020 | Phoenix     | 42     | 28     | 22,2   | 48,0  | 35,1   | 74,7 | 5,64    | 1,60    | 0,24   | 0,55   | 11,45  |
| Carrière  | Carrière    | 469    | 137    | 15,8   | 49,5  | 32,7   | 80,0 | 4,53    | 0,80    | 0,22   | 0,49   | 5,95   |

Mise à jour le 12 mars 2020

#### Playoffs
| Saison   | Équipe      | Matchs | Titul. | Min./m | % Tir | % 3pts | % LF  | Rbds/m. | Pass/m. | Int/m. | Ctr/m. | Pts/m. |
| -------- | ----------- | ------ | ------ | ------ | ----- | ------ | ----- | ------- | ------- | ------ | ------ | ------ |
| 2013     | San Antonio | 4      | 1      | 5,8    | 57,1  | 0,0    | 0,0   | 1,25    | 0,00    | 0,00   | 0,00   | 2,00   |
| 2014     | San Antonio | 14     | 0      | 7,2    | 50,0  | 0,0    | 80,0  | 2,21    | 0,00    | 0,21   | 0,00   | 2,29   |
| 2015     | San Antonio | 4      | 0      | 10,0   | 30,0  | 0,0    | 100,0 | 2,50    | 0,25    | 0,00   | 0,00   | 2,25   |
| 2016     | Détroit     | 4      | 0      | 11,0   | 44,4  | 0,0    | 66,7  | 2,00    | 0,50    | 0,00   | 0,00   | 2,50   |
| 2018     | Boston      | 19     | 12     | 20,5   | 50,6  | 47,8   | 72,2  | 6,21    | 1,00    | 0,21   | 0,58   | 6,00   |
| 2019     | Boston      | 9      | 5      | 12,8   | 57,1  | 33,3   | 50,0  | 2,78    | 0,33    | 0,33   | 0,33   | 2,11   |
| Carrière | Carrière    | 54     | 18     | 13,2   | 49,7  | 43,3   | 75,0  | 3,65    | 0,46    | 0,19   | 0,26   | 3,56   |

## Records sur une rencontre en NBA
Les records personnels d'Aron Baynes en NBA sont les suivants, :
| Type de statistique        | Saison régulière | Saison régulière           | Saison régulière | Playoffs | Playoffs                 | Playoffs      |
| Type de statistique        | Record           | Adversaire                 | Date             | Record   | Adversaire               | Date          |
| -------------------------- | ---------------- | -------------------------- | ---------------- | -------- | ------------------------ | ------------- |
| Points                     | 37               | Trail Blazers de Portland  | 6 mars 2020      | 13       | 76ers de Philadelphie    | 9 mai 2018    |
| Paniers marqués            | 12               | 2 fois                     | 2 fois           | 5        | 2 fois                   | 2 fois        |
| Paniers tentés             | 23               | 2 fois                     | 2 fois           | 8        | 76ers de Philadelphie    | 9 mai 2018    |
| Paniers à 3 points réussis | 9                | Trail Blazers de Portland  | 6 mars 2020      | 2        | 3 fois                   | 3 fois        |
| Paniers à 3 points tentés  | 14               | Trail Blazers de Portland  | 6 mars 2020      | 6        | @ 76ers de Philadelphie  | 7 mai 2018    |
| Lancers francs réussis     | 10               | Wizards de Washington      | 8 avril 2016     | 4        | @ Cavaliers de Cleveland | 21 mai 2018   |
| Lancers francs tentés      | 10               | Wizards de Washington      | 8 avril 2016     | 6        | @ Cavaliers de Cleveland | 21 mai 2018   |
| Rebonds offensifs          | 9                | Nets de Brooklyn           | 11 avril 2018    | 5        | 4 fois                   | 4 fois        |
| Rebonds défensifs          | 12               | Suns de Phoenix            | 19 mars 2017     | 8        | Cavaliers de Cleveland   | 13 mai 2018   |
| Rebonds totaux             | 17               | Suns de Phoenix            | 19 mars 2017     | 11       | @ Bucks de Milwaukee     | 22 avril 2018 |
| Passes décisives           | 7                | @ Warriors de Golden State | 30 octobre 2019  | 3        | @ 76ers de Philadelphie  | 5 mai 2018    |
| Interceptions              | 4                | @ Hornets de Charlotte     | 7 décembre 2015  | 2        | 2 fois                   | 2 fois        |
| Contres                    | 4                | 2 fois                     | 2 fois           | 3        | Cavaliers de Cleveland   | 23 mai 2018   |
| Balles perdues             | 4                | 4 fois                     | 4 fois           | 3        | Cavaliers de Cleveland   | 22 avril 2016 |
| Minutes jouées             | 36               | Trail Blazers de Portland  | 6 mars 2020      | 30       | @ Bucks de Milwaukee     | 20 avril 2018 |

- Double-double : 19
- Triple-double : 0

Dernière mise à jour : 17 mai 2021

## Salaires
| Saison    | Equipe            | Salaire     |
| --------- | ----------------- | ----------- |
| 2017-2018 | Celtics de Boston | 4 328 000 $ |